# Hertugdømmet Bayern
Hertugdømmet Bayern var en tysk stat, der eksisterede fra 1180 til 1623, da den blev omdannet til Kurfyrstendømmet Bayern. Hertugdømmet blev regeret af medlemmer af Huset Wittelsbach.

## Delt i mindre hertugdømmer
I lange perioder var landet delt i en række mindre delhertugdømmer. De vigtigste var: Hertugdømmet Oberbayern, hertugdømmet Niederbayern, hertugdømmet Bayern-Landshut, hertugdømmet Straubing-Holland (omfattede området ved Straubing i det nuværende Bayern samt grevskaberne Holland, Seeland og Hennegau nær Nordsøen), hertugdømmet Bayern-Ingolstadt og hertugdømmet Bayern-München.

## Tidligere baierske stammehertugdømmer
Stammehertugdømmet Baiern eksisterede i to perioder mellem år 550 og år 1180.
I perioder grænsede stammehertugdømmet op til Adriaterhavet, dvs., at hertugdømmet (udover det nuværende Bayern) også omfattede nutidens Østrig, dele af Slovenien og dele af Nordøst-Italien.
Den 17. september 1156 udstedte kejser Frederik Barbarossa Privilegium Minus, der gav Østrig selvstændighed i forhold til Baiern. Selvstændigheden opfattede dog kun en mindre del af nutidens Østrig.
I år 1180 mistede Henrik Løve stammehertugdømmerne Baiern og Sachsen, og Hertugdømmet Bayern opstod. 

## Kurfystendømme, kongerige og fristat
Bayern var kurfyrstendømme i 1623–1806 og kongerige i 1806–1818. I 1918–1920 blev landet omdannet til en fristat (dvs. en republik).

## Regerende hertuger af Bayern
- 1180–1183 : Otto 1. af Bayern
- 1183–1231 : Ludvig 1. af Bayern

### Første arvedeling

#### Oberbayern (1255–1340)
- 1255–1294 : Ludvig 2. af Bayern
- 1294–1317 : Rudolf 1. af Pfalz, regerede sammen med sin bror Ludvig 4.
- 1294–1340 : Ludvig 4. af Bayern, regerede indtil 1317 sammen med sin bror Rudolf 1.

#### Niederbayern (1255–1340)
- 1255–1290 : Henrik 13. af Bayern
- 1290–1310 : Otto 3. af Bayern
- 1290–1296 : Ludvig 3. af Bayern
- 1290–1310 : Stefan 1. af Bayern
- 1310–1339 : Henrik 14. af Bayern
- 1310–1334 : Otto 4. af Bayern
- 1312–1333 : Henrik 15. af Bayern
- 1339–1340 : Johan 1. af Bayern
- 1340–1347 : Ludvig 4. af Bayern

### Anden arvedeling
- 1347–1375 : Stephan 2. af Bayern, regerede sammen med sine brødre
- 1375–1397 : Johan 2. af Bayern-München
- 1397–1438 : Ernst af Bayern-München
- 1438–1460 : Albrecht 3. af Bayern-München
- 1465–1505 : Albrecht 4. af Bayern-München, regerede Bayern-München i 1465–1505 og hele Bayern i 1505–1508
- 1508–1550 : Albrecht 4. af Bayern, regerede Bayern-München i 1465–1505 og hele Bayern i 1505–1508
- 1508–1550 : Vilhelm 4. af Bayern
- 1550–1579 : Albert 5. af Bayern
- 1579–1597 : Vilhelm 5., hertug af Bayern

## Titulære hertuger af Bayern
I 1918 blev kong Ludwig 3. af Bayern fordrevet. Efter hans død i 1921 blev sønnen kronprins Rupprecht af Bayern overhoved for Huset Wittelsbach. Efter kronprins Rupprechts død i 1955 har hans efterkommere (slægtens overhoveder) genoptaget titlen Hertug af Bayern.
- Albrecht, hertug af Bayern (på tysk: Albrecht Herzog von Bayern), tronprætendent i 1955–1996
- Franz, hertug af Bayern (på tysk: Franz Herzog von Bayern), tronprætendent fra 1996

## Titulære hertuger i Bayern
Kort tid efter at Maximilian 1. Joseph af Bayern var blevet kurfyrste af Bayern i 1799 tildelte han sin søster og svoger titlerne hertuginde og hertug i Bayern. Disse titler bruges stadigt af slægtninge til den tidligere regerende familie.
Der er tale om rene ærestitler, og hertugerne i Bayern har aldrig regeret. Det dog sket flere gange, at prinsesser (titulære hertuginder i Bayern) har gift sig med statsoverhoveder og tronfølgere, fx kejserinde Elisabeth af Østrig-Ungarn, den belgiske dronning Elisabeth, den sidste bayerske kronprinsesse Marie Gabriele, hertuginde i Bayern og den nuværende liechtensteinske arveprinsesse Sophie.  